# Adolf Stappaertsgasthuis
Het Adolf Stappaertsgasthuis was een ziekenhuis in de Antwerpse wijk Kiel vanaf 1907. Nadat het gebombardeerd werd tijdens de Tweede Wereldoorlog verhuisde het naar de wijk Haringrode in het district Berchem. In 1970 werd het mee opgenomen in het Middelheimziekenhuis.

## Geschiedenis

### Ontstaan
Het ziekenhuis werd gebouwd langs de Lage Hobokense Weg, die nog steeds bestaat maar nu Lage Weg heet, ten zuiden van de Hobokense polders. Men noemde het ziekenhuis naar Adolf Stappaerts, zijn legaat maakte de bouw mogelijk. Het opende zijn deuren in 1907 en was vooral gespecialiseerd in het behandelen van besmettelijke ziekten. Er waren aparte zalen voor patiënten met tuberculose, tyfus, rodehond, pokken en mazelen.

liggingsplan - 1937
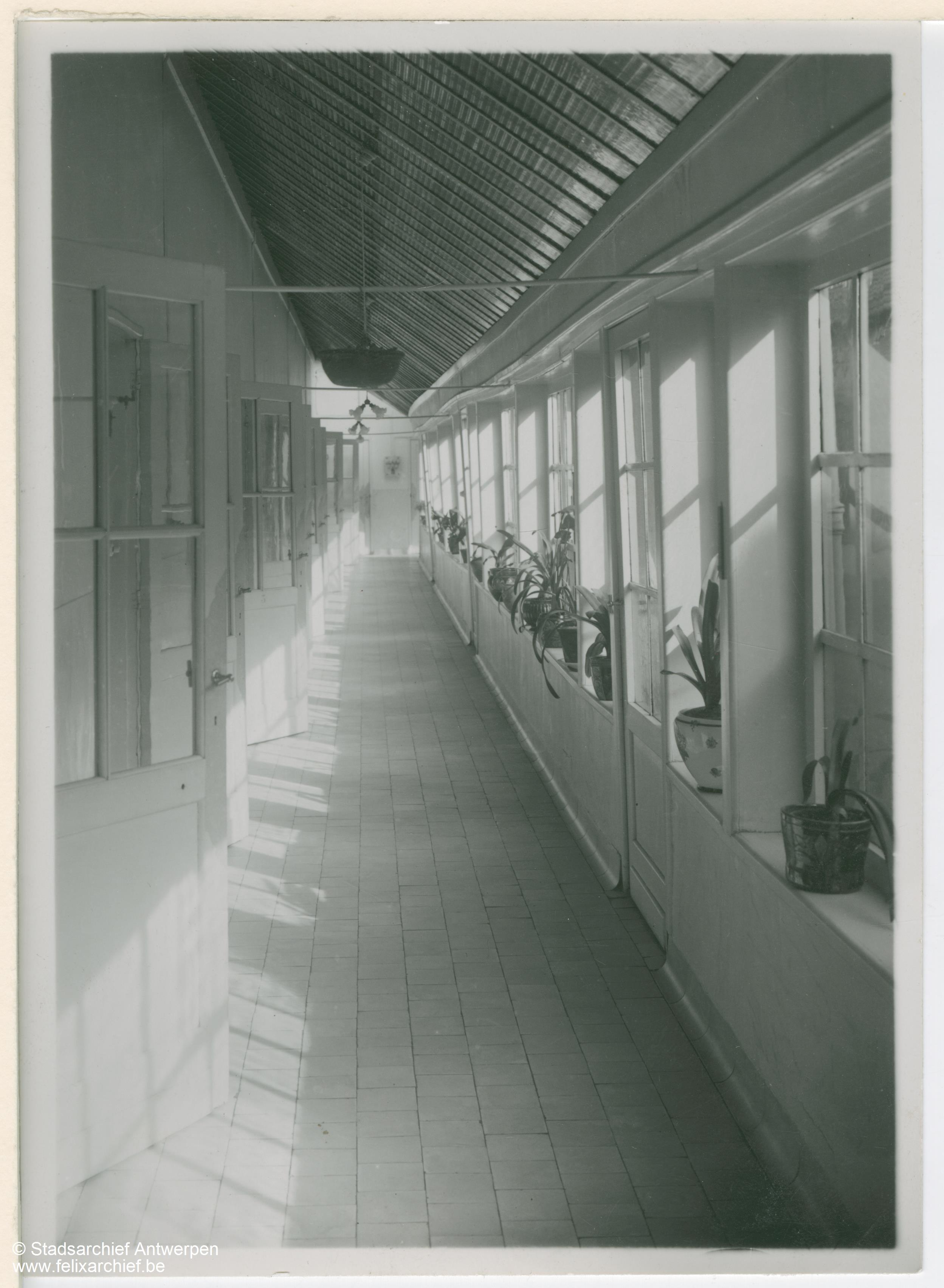
ziekenhuisgang - 1930
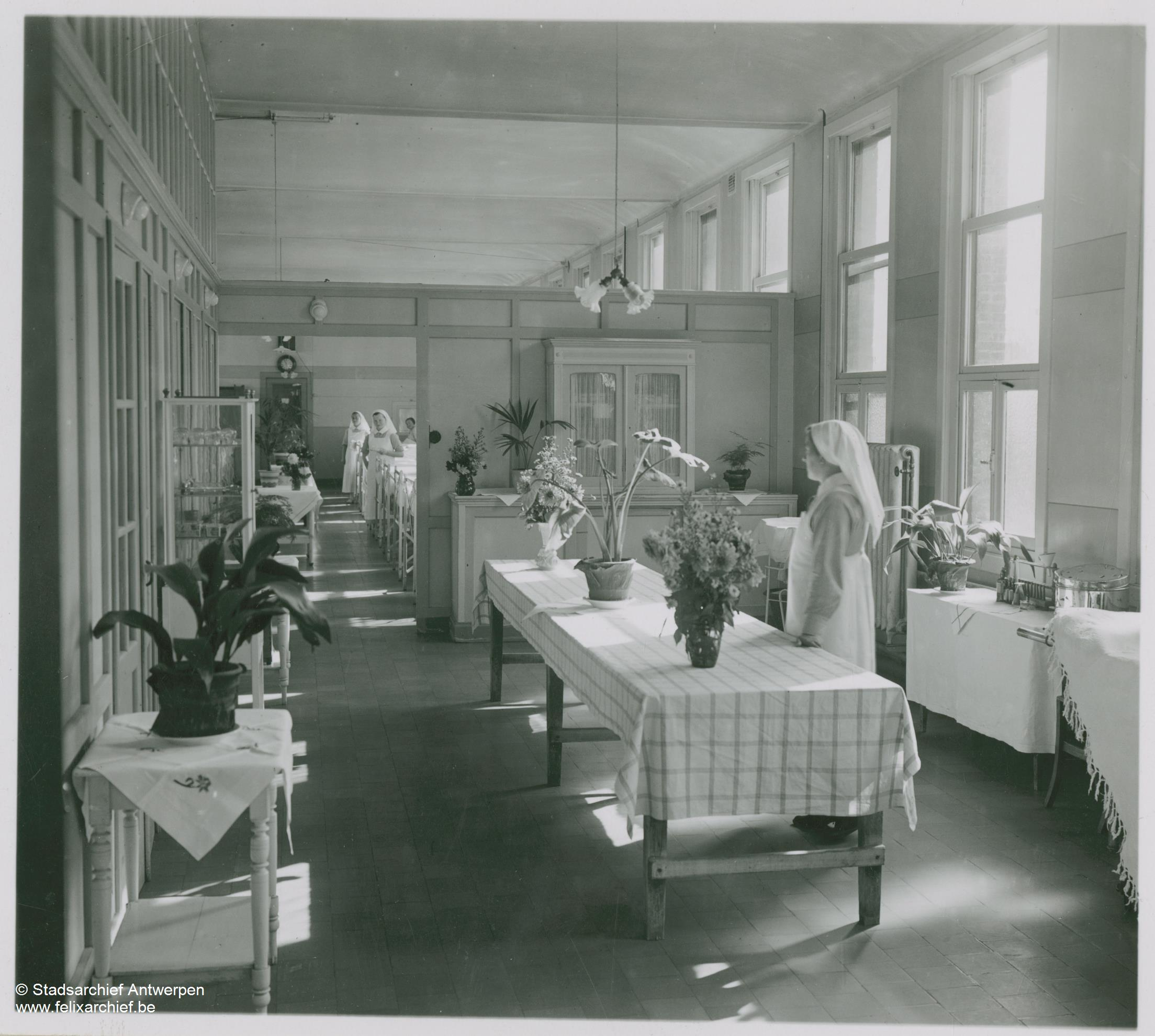
ziekenhuiszusters in eetzaal - 1930
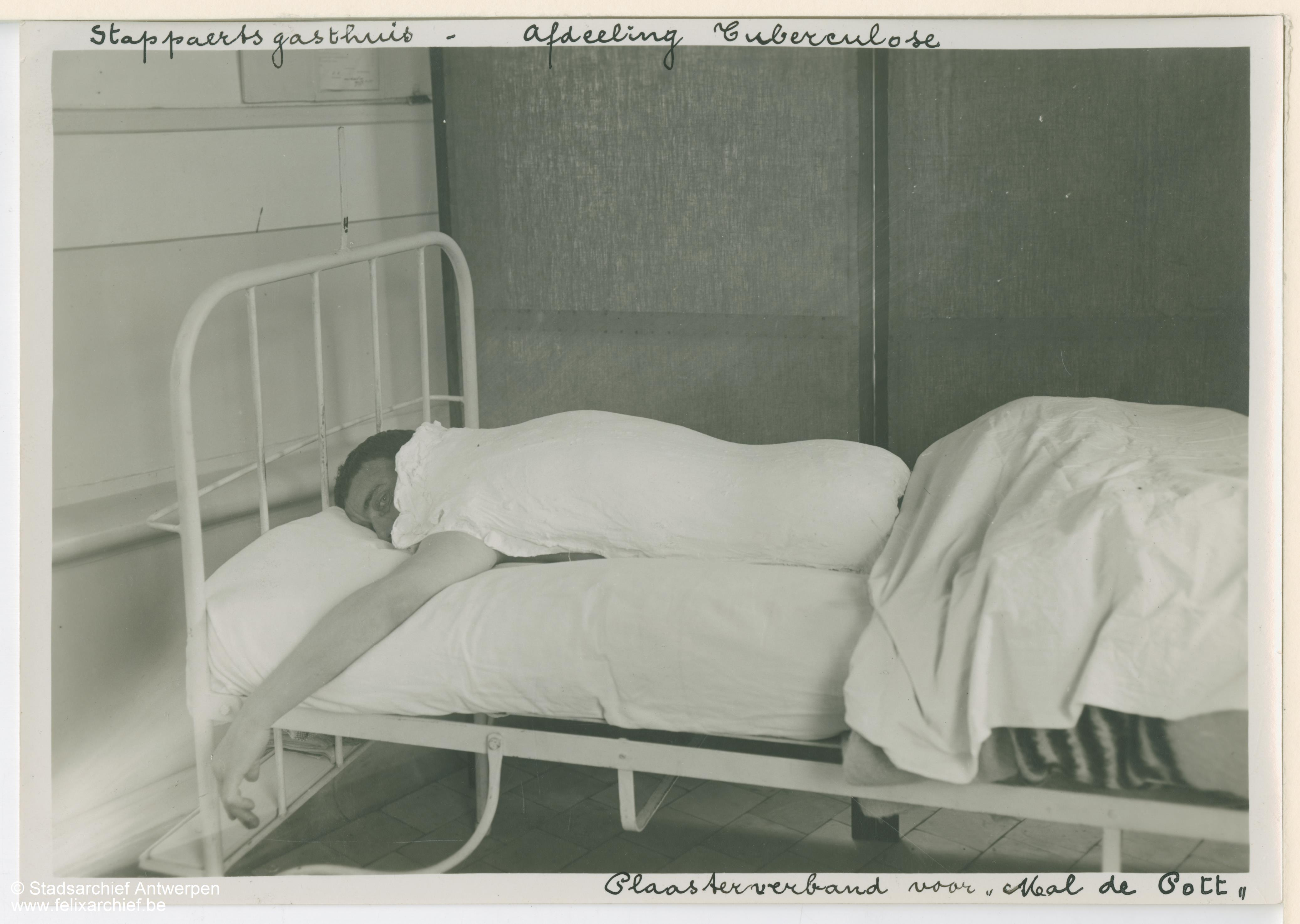
afdeling tuberculose, patiënt in bed - 1930
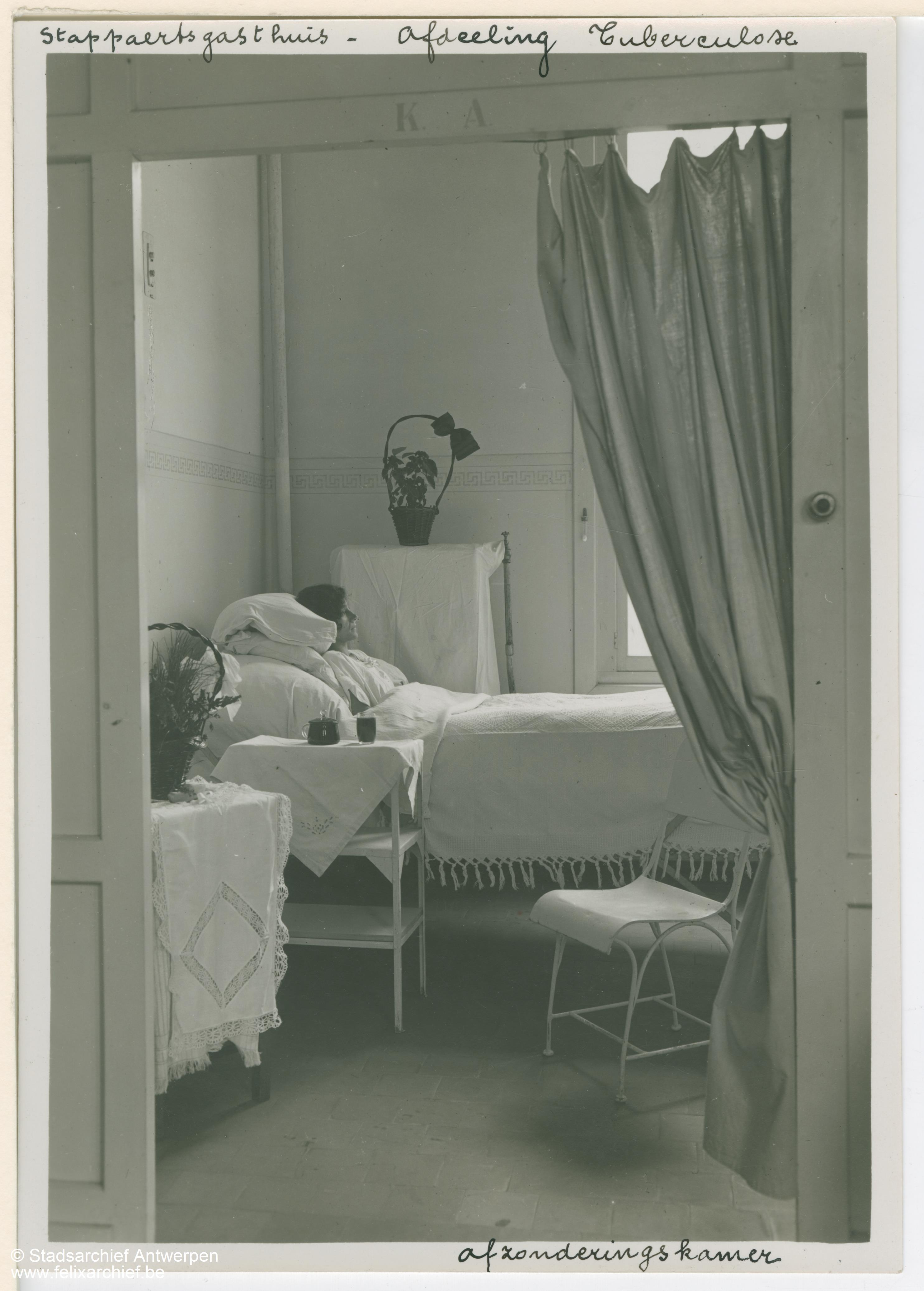
afzonderingskamer - 1930
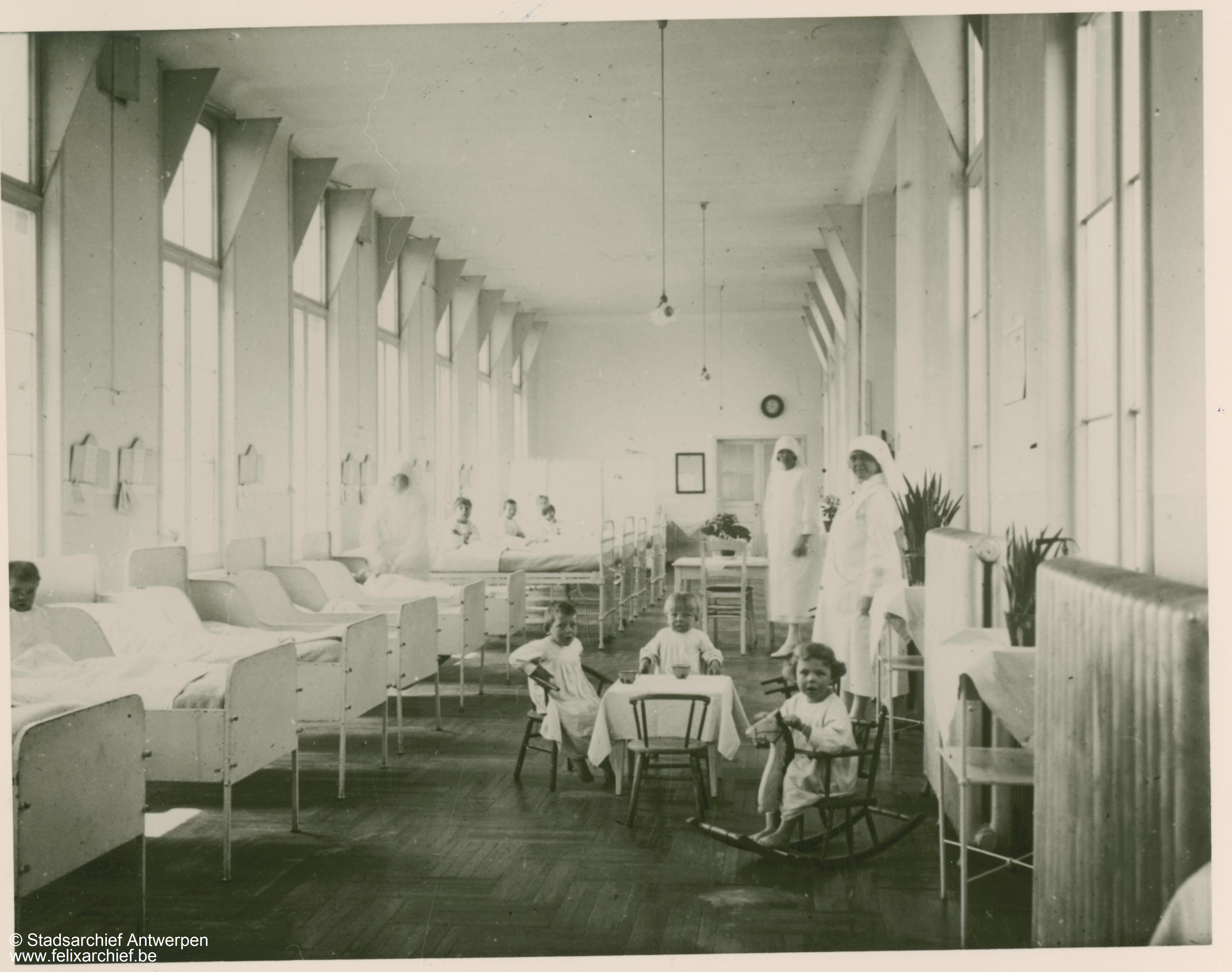
kinderdienst - 1940
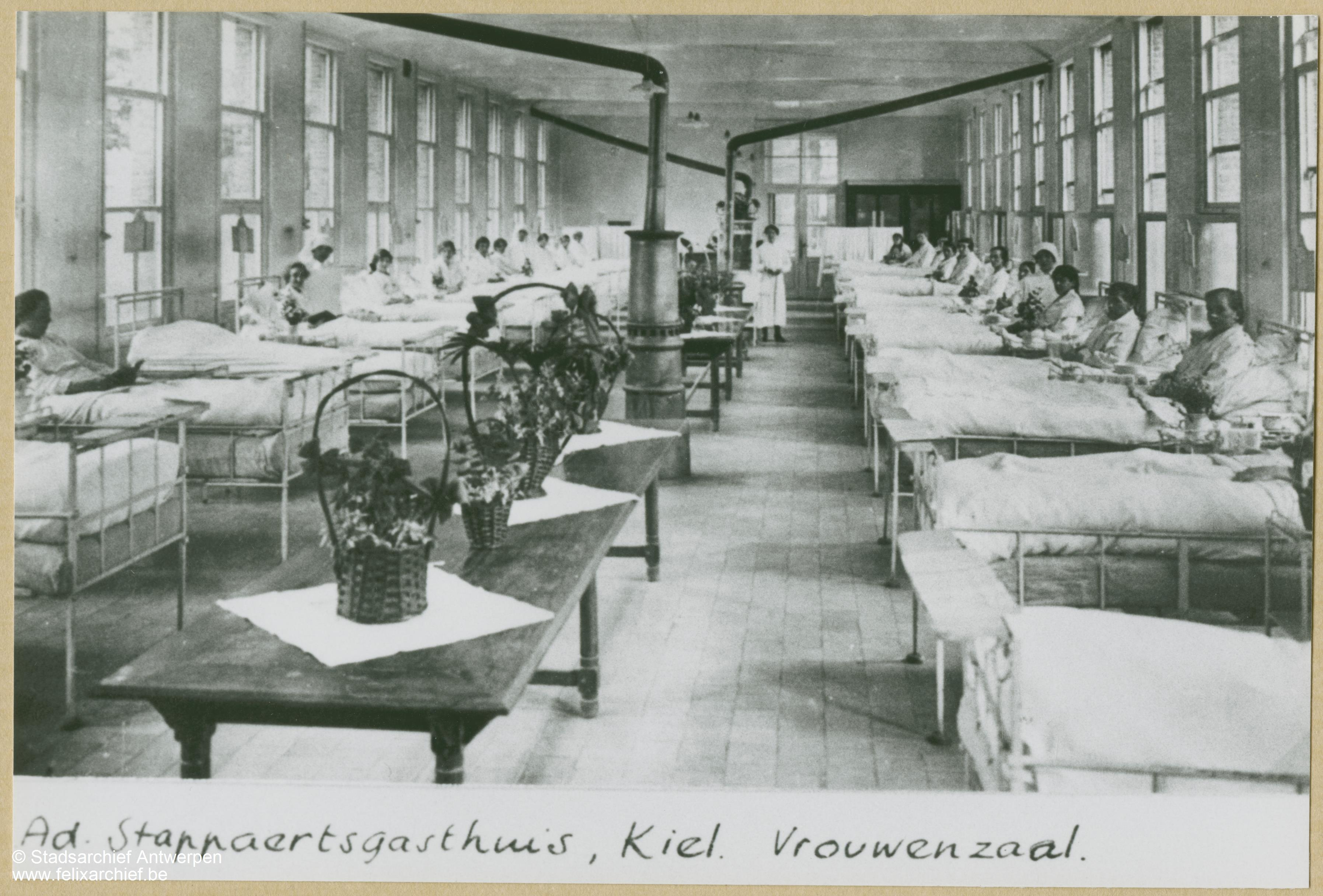
vrouwenzaal - 1940
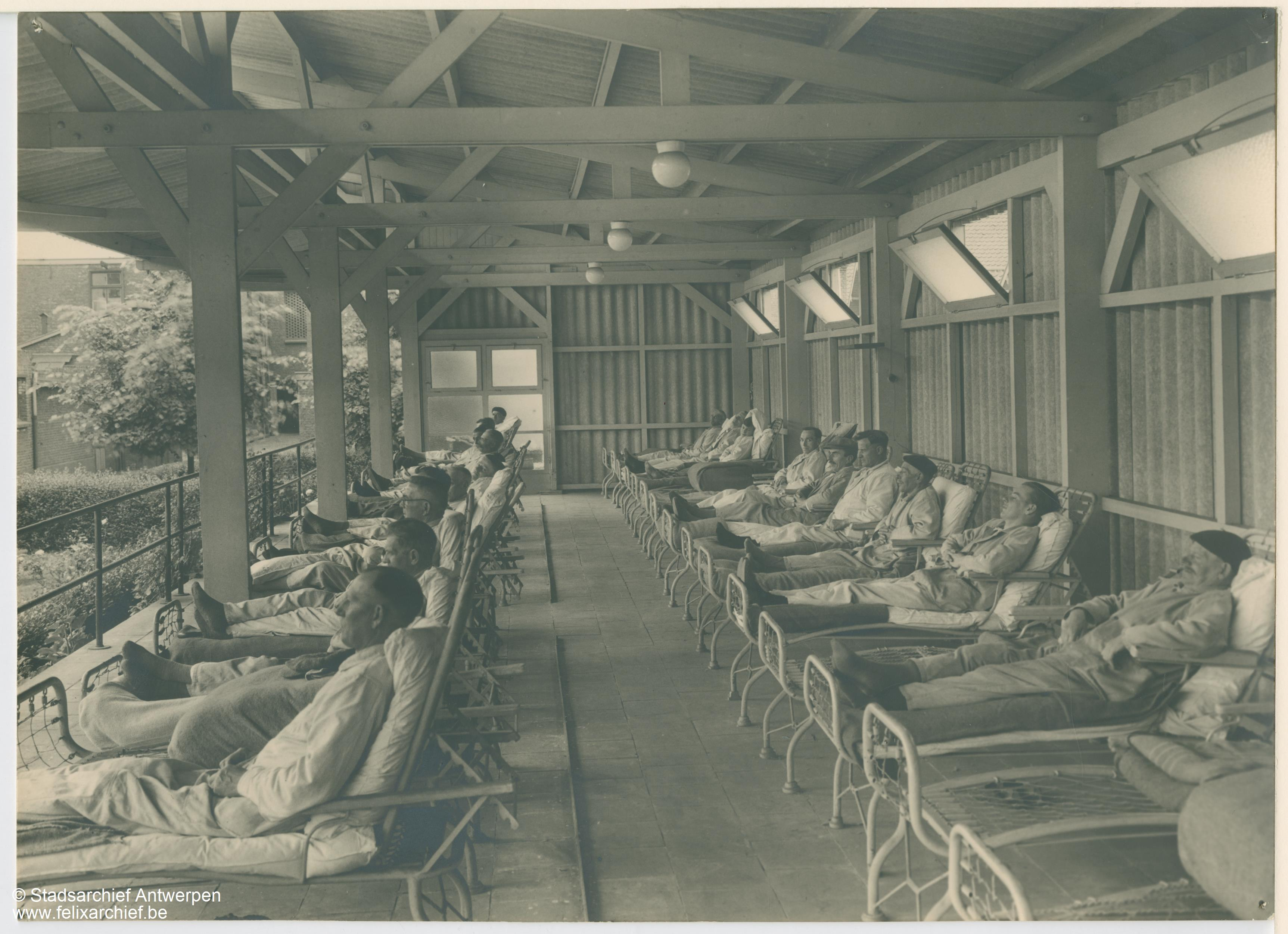
rustkuur in openlucht - mannelijke patiënten - 1940
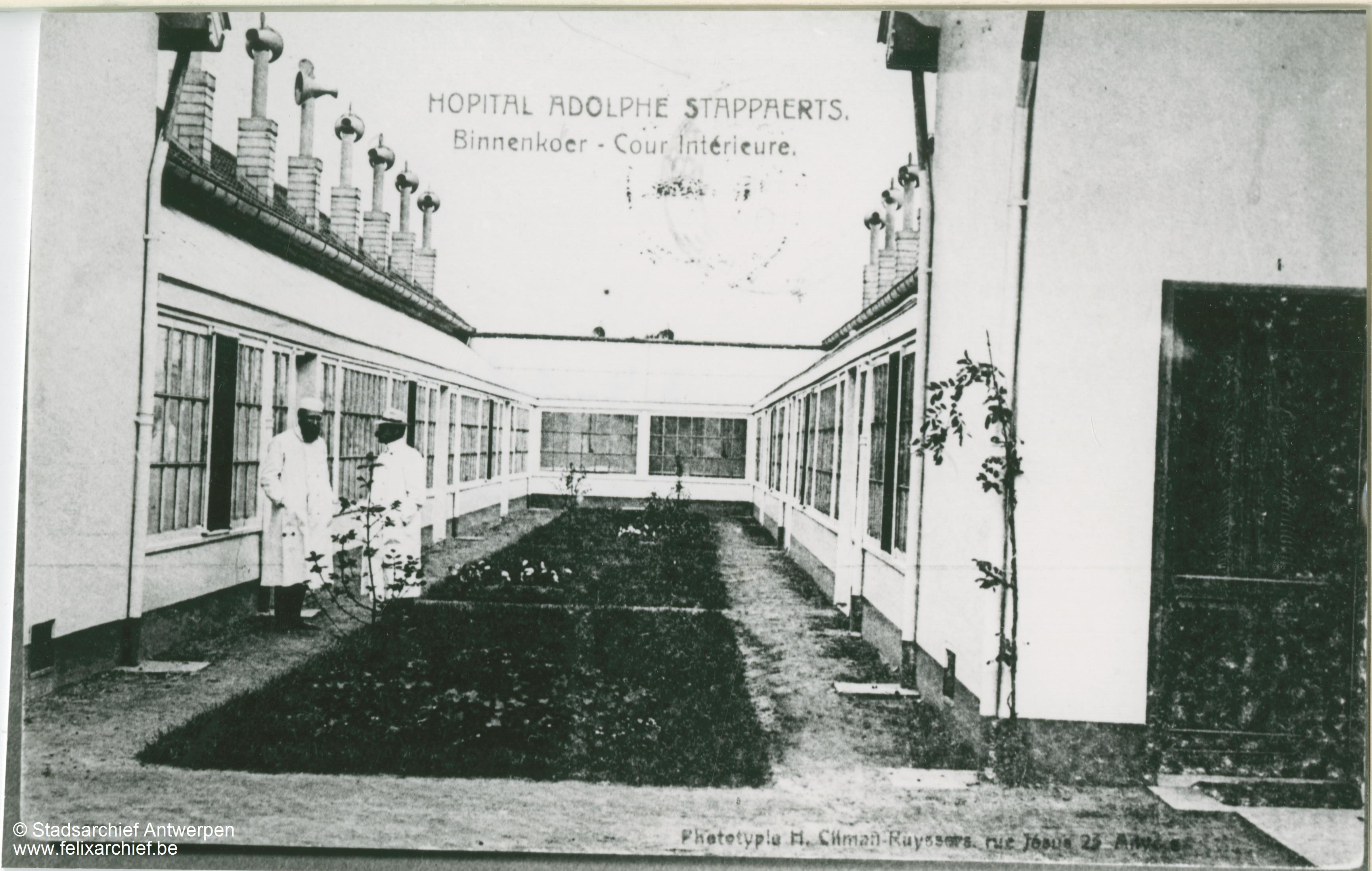
binnenkoer - 1940
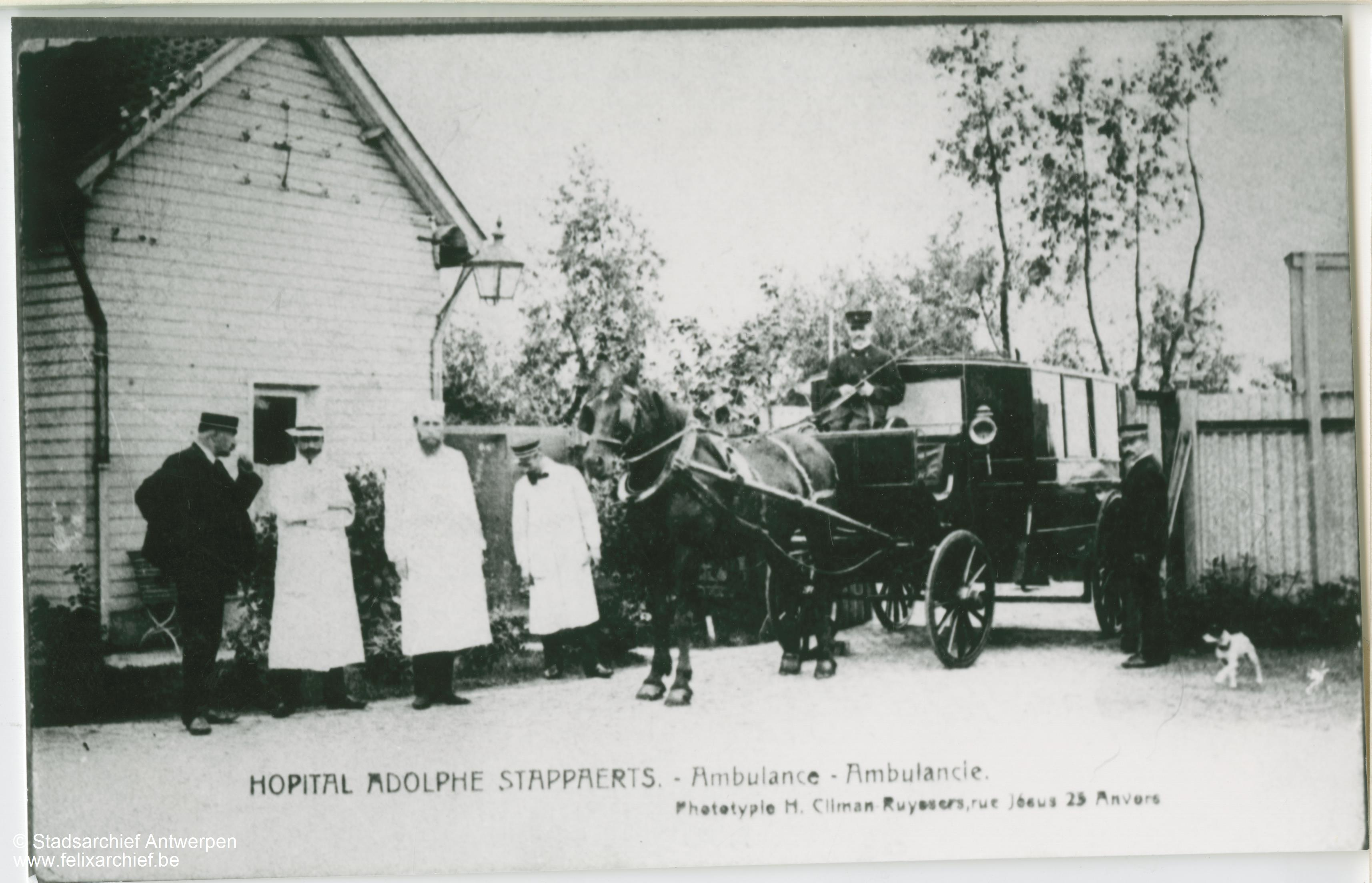
paard en kar als ambulance - 1940

### Overstroming 1930
In de nacht van 22 november 1930 raasde er een zware storm over België, die de Hobokense polders onder water zette. Het ziekenhuis was volledig overstroomd en leed grote schade. De patiënten werden tijdelijk geëvacueerd naar het Stuivenberggasthuis.

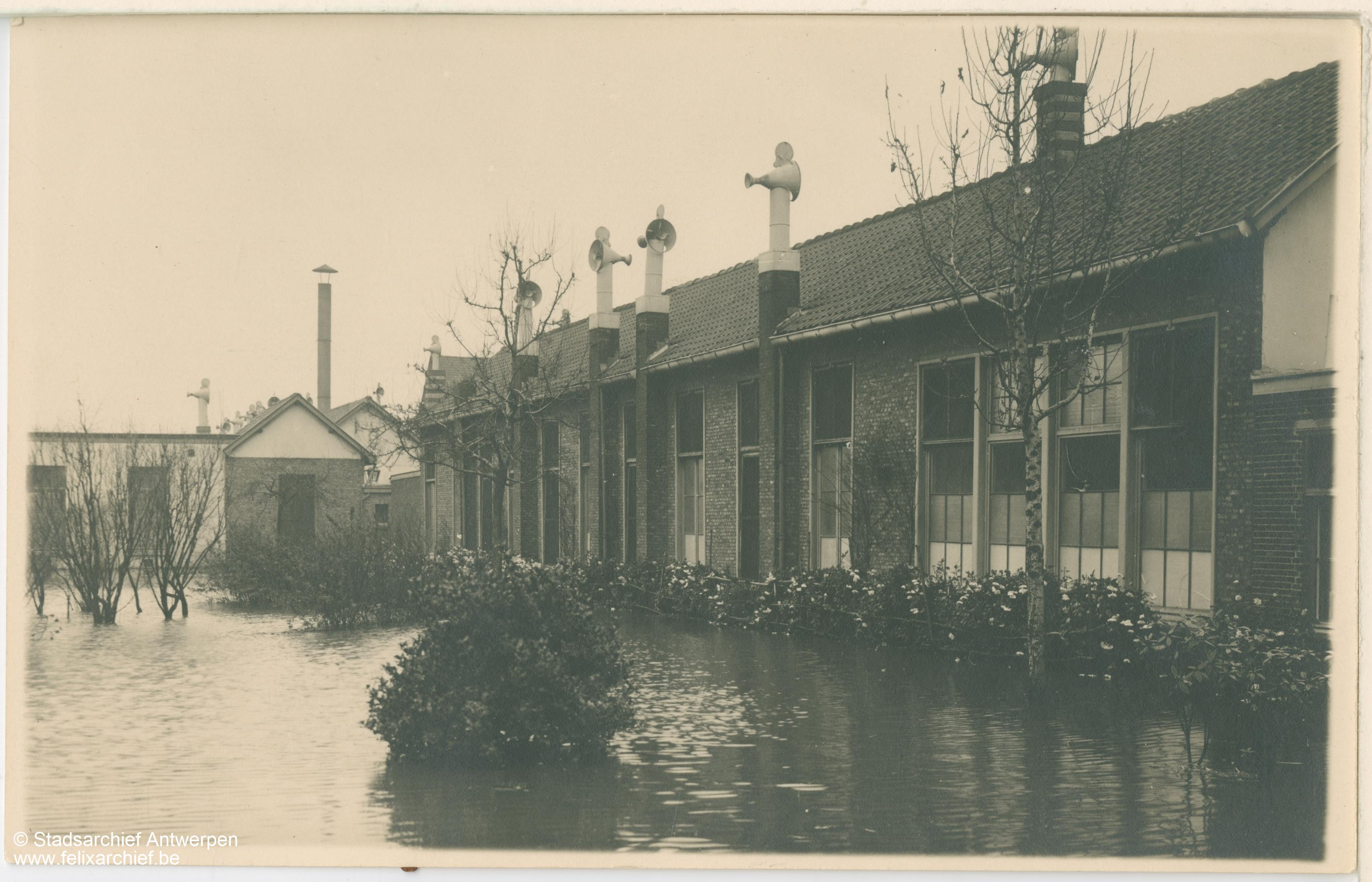
overstroming 1930
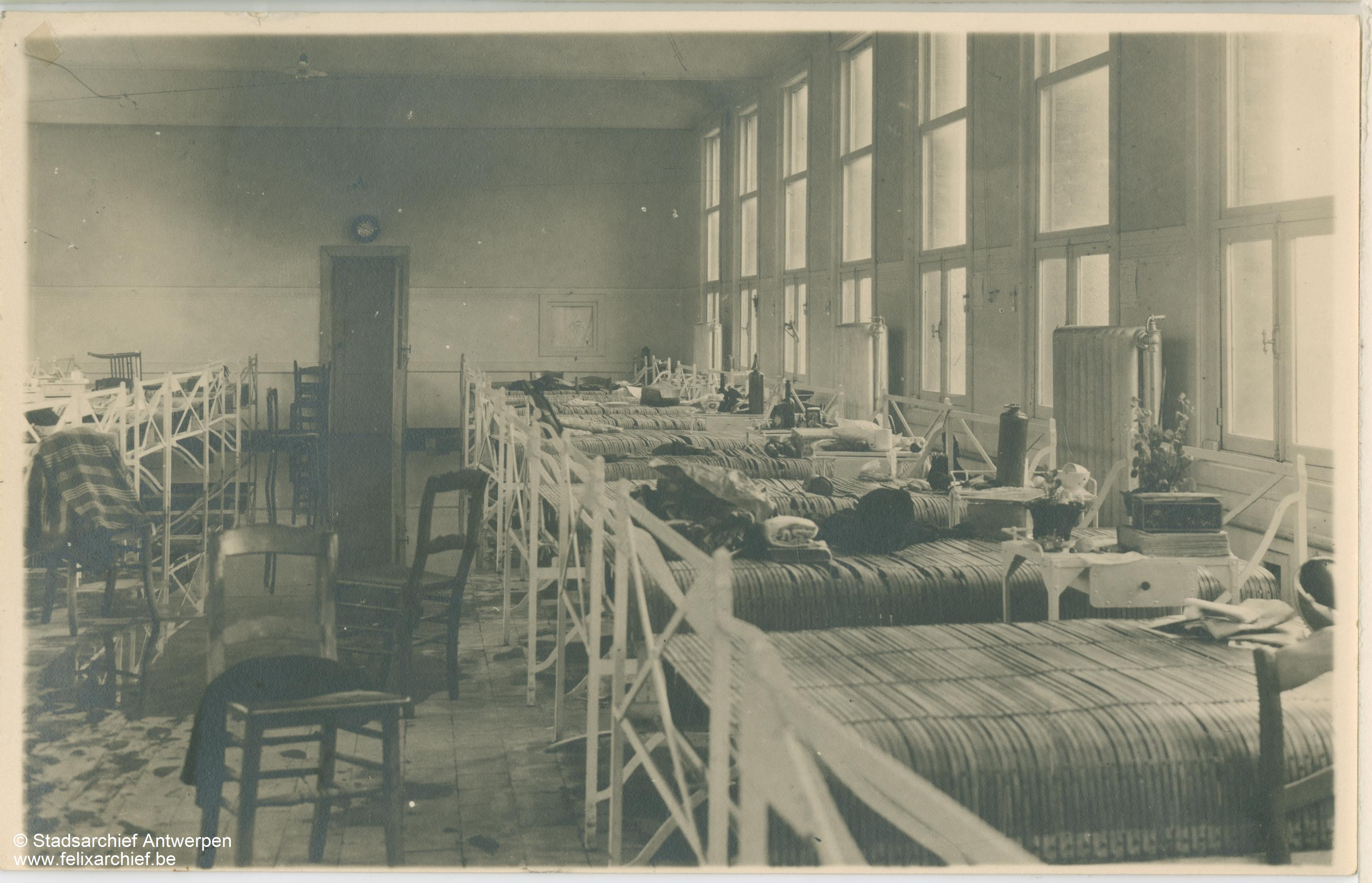
overstroming 1930 - situatie in ziekenzaal
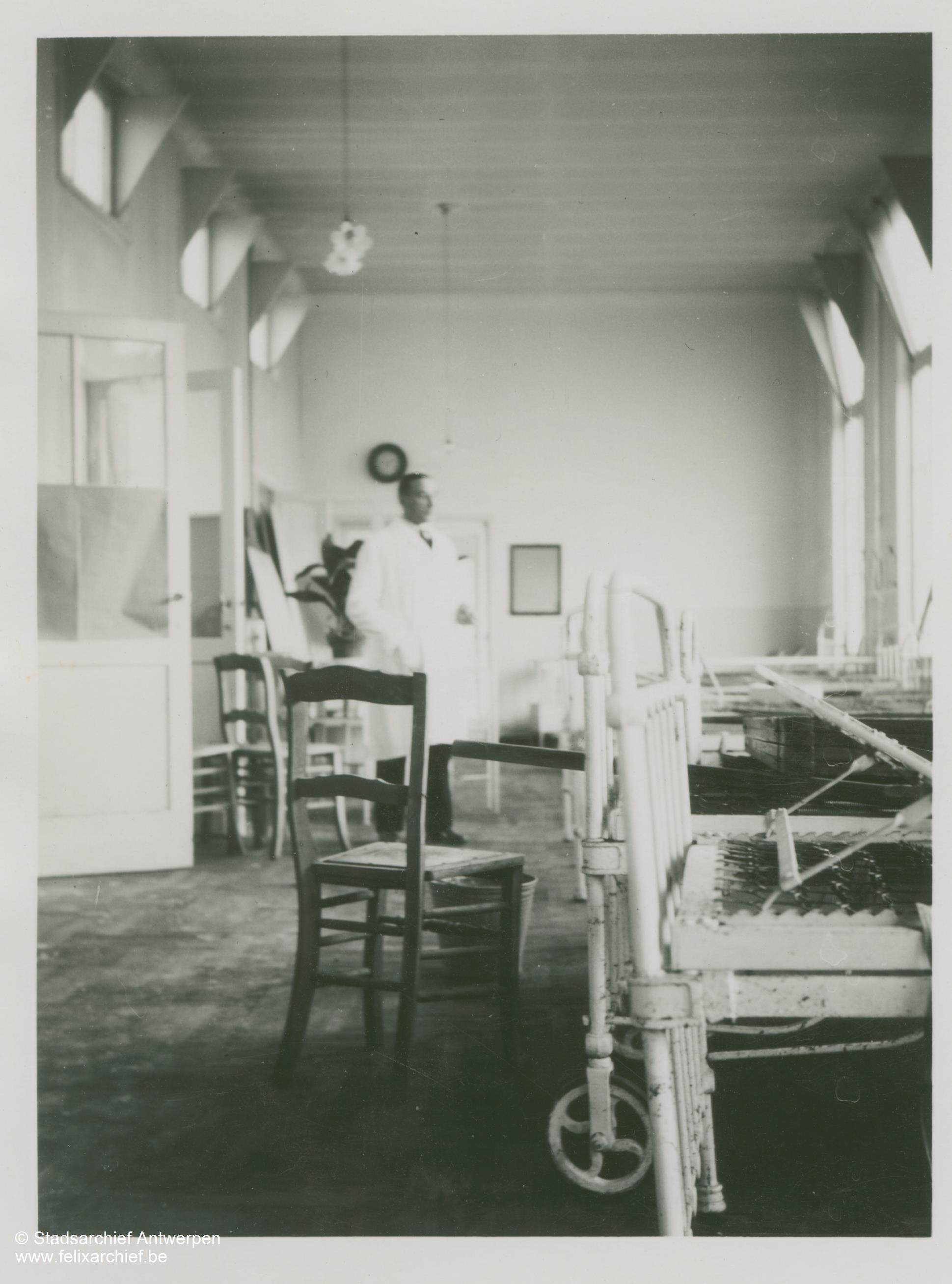
overstroming 1930 - zicht in ziekenzaal

### Tweede Wereldoorlog
Op 22, 23 en 24 december 1944 werd het ziekenhuis vernield door V-bommen; de gebouwen werden nooit hersteld. Het ziekenhuis verhuisde naar de gebouwen van het Meisjeshuis, waar op dat moment al een hulpgasthuis voor oorlogsgewonden in werking was. Na de oorlog bleef het op deze locatie, tot het in 1972 werd opgenomen in het Middelheimziekenhuis.

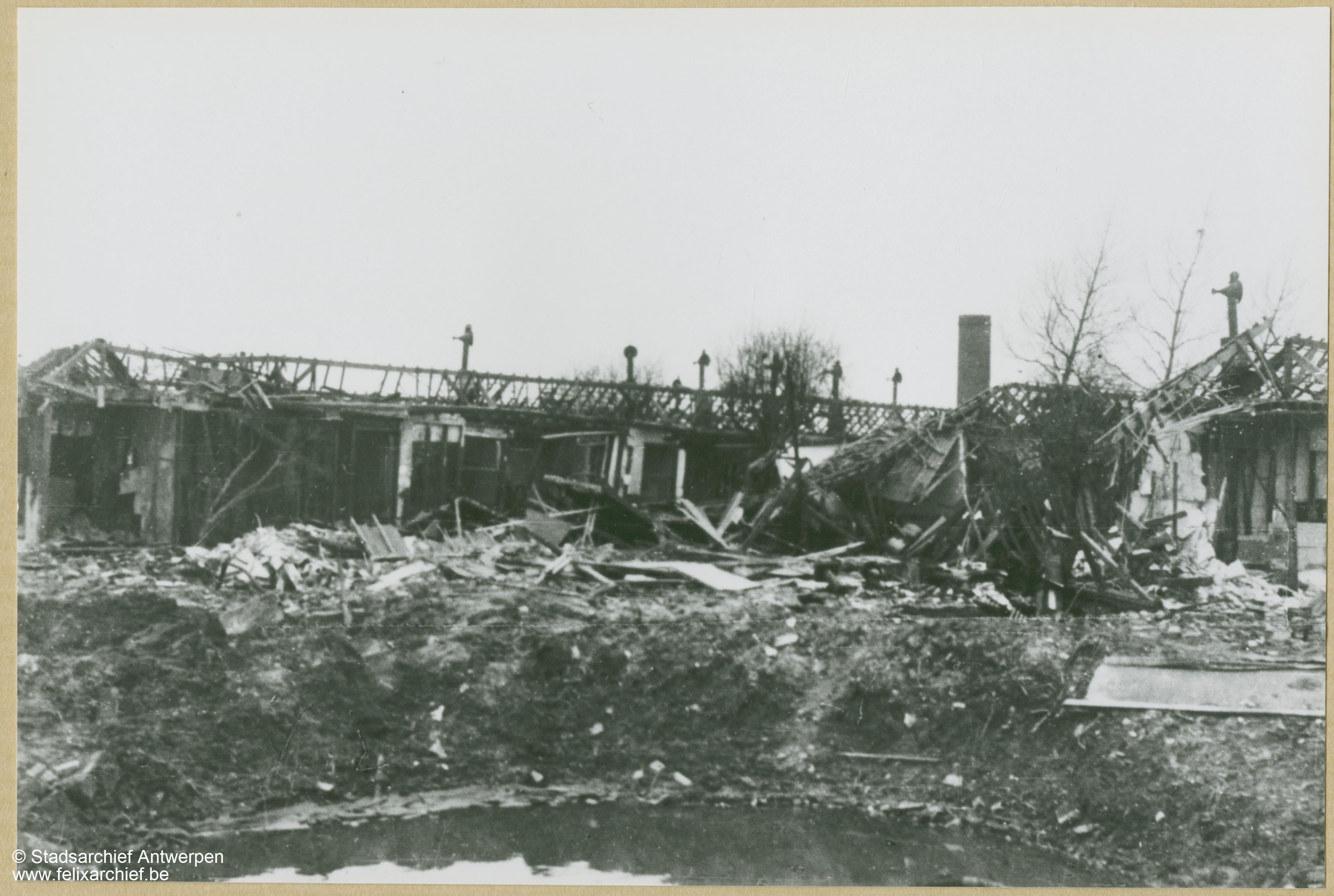
verwoesting na bombardement 1944
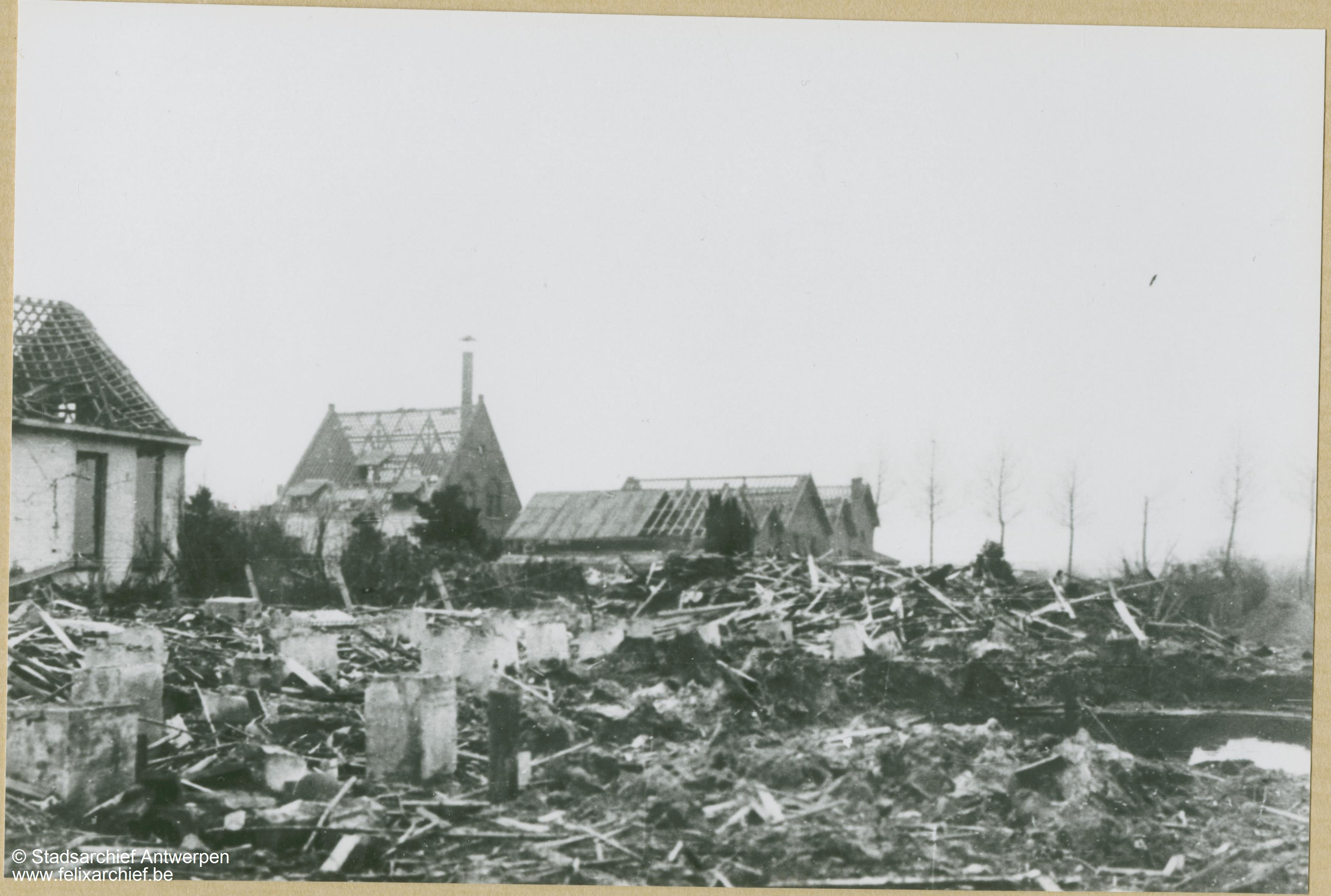
situatie na bombardement 1944